# Casa de Josep Martí
La Casa de Josep Martí (en francès, Maison Marty Joseph) és un edifici de la vila de Vilafranca de Conflent, a la comarca d'aquest nom, de la Catalunya del Nord. Està inventariada com a monument històric.

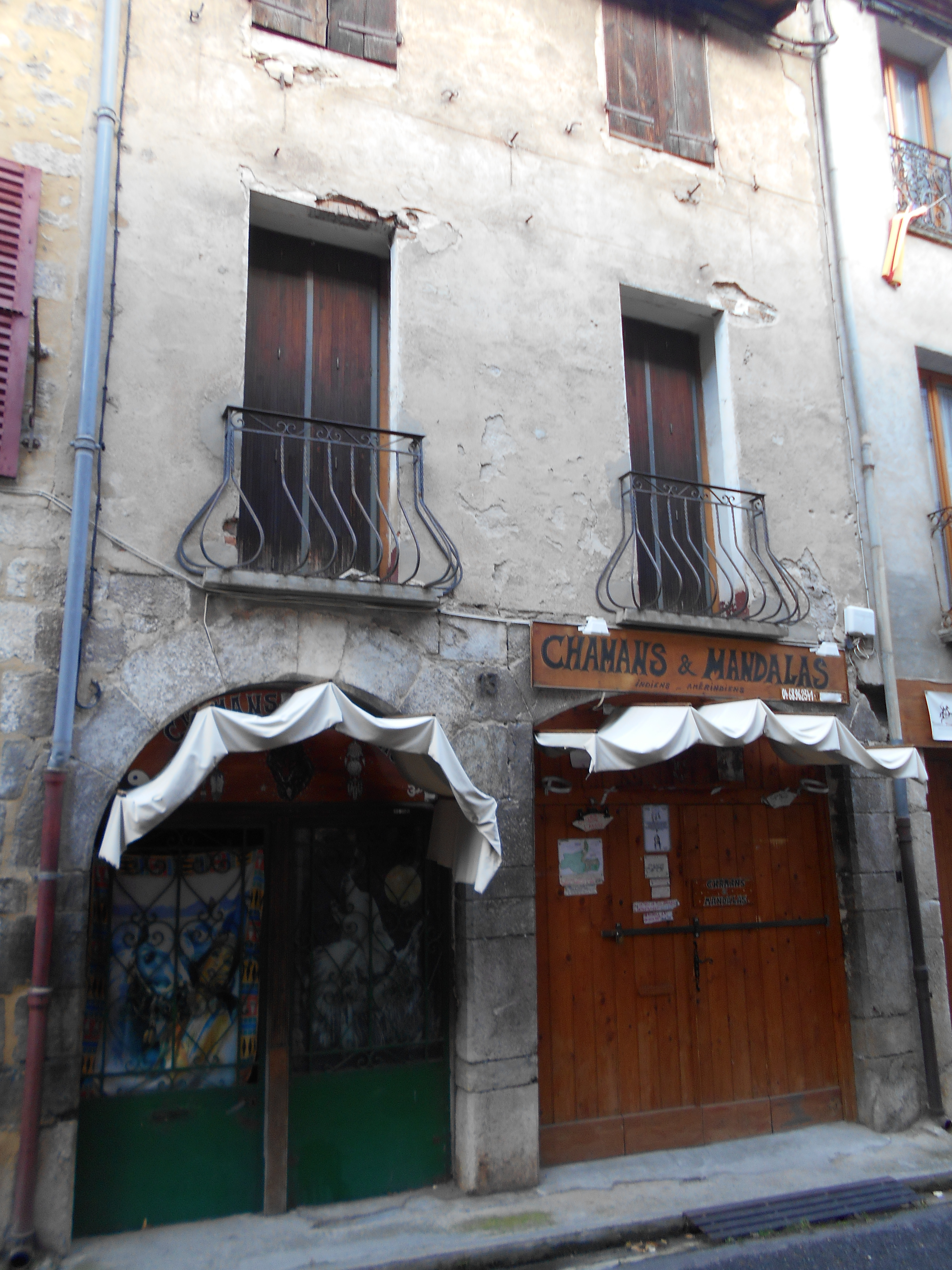
Detall de la façana

Està situada en el número 13 del carrer de Sant Joan, en el sector nord-oest de la vila. Li correspon igualment el número 13 del cadastre.
La casa fa 5,60 m d'amplària. De l'edifici antic es conserva la façana de la planta baixa amb un arc de mig punt d'1,93 m d'ample, i un de segment de cercle de 2,44, amb un pilar estret, de 42 cm, entre els dos portals: són dos grans arcs contemporanis, com demostra la mida de les pedres. El segle XXI el portal de l'esquerra s'ha dividit en dues parts iguals.